# De sigaren van de farao
De sigaren van de farao (oorspronkelijke, Franstalige titel: Les Cigares du pharaon) is het vierde album uit de reeks Kuifje-strips van de Belgische tekenaar Hergé (1907-1983). Het verhaal maakt deel uit van een tweeluik waarin Kuifje door het Midden-Oosten, Zuid-Azië en China reist en daarbij de strijd aanbindt met een in opium handelende criminele bende, die in dit hele gebied actief is en als extra wapen beschikt over een gekmakend vergif, radjaïdjah. 
Het volgende album in de serie, De Blauwe Lotus, sluit qua verhaallijn rechtstreeks aan op De sigaren van de farao, al is hier wel sprake van twee op zichzelf staande hoofdverhalen.
Er bestaan twee hoofdversies van De sigaren van de farao: het originele in zwart-wit uit 1934 en de vernieuwde, ingekleurde versie uit 1955, die is hertekend volgens de op dat moment gangbare stijl. Het album heeft drie verschillende tekeningen als kaft gehad.
De eerste Nederlandse vertaling dateert uit 1955. In 1983 verscheen een nieuwe Nederlandse vertaling. De originele zwart-witversie verscheen voor het eerst met een Nederlandse vertaling in 1990. In 2022 werd een ingekleurde versie van het originele verhaal uit 1934 uitgegeven.

## Bekende personages die geïntroduceerd worden
- Jansen en Janssen, die later een vaste rol kregen in de serie, maakten oorspronkelijk in dit verhaal hun debuut. Als detectives droegen ze aanvankelijk de codenamen X33 en X33 BIS.[1] In latere drukken werd er van het duo een afbeelding toegevoegd op het allereerste plaatje van Kuifje in Afrika, het tweede deel uit de Kuifje-reeks. Sindsdien is  De sigaren van de farao dus het tweede Kuifje-verhaal waarin de detectives meedoen.
- Oliveira da Figueira heeft een kleine bijrol in dit verhaal. Hij zou later met een wat grotere rol terugkomen in de verhalen Kuifje en het Zwarte Goud en Cokes in voorraad.
- Roberto Rastapopoulos dook al op in Kuifje in Amerika, maar in dat verhaal heeft hij nog geen tekst of naam. Hij keert later terug in de verhalen De Blauwe Lotus (het rechtstreekse vervolg op De sigaren van de farao), Cokes in voorraad en Vlucht 714.
- Allan Thompson wordt in de versie uit 1955 al in dit verhaal geïntroduceerd. Hij keert terug in de verhalen De krab met de gulden scharen, Cokes in voorraad en Vlucht 714.

## Verhaal

Symbool van Farao Kih-Oskh

Kuifje en zijn hond Bobbie zijn aan boord van De Epomeo, die bezig is aan een zeereis over de Rode Zee richting Shanghai. Op het dek ontmoet Kuifje de egyptoloog Philomenus Siclone. Siclone is op zoek naar het graf van de farao Kih-Oshk en hij nodigt Kuifje uit hem te vergezellen. De professor heeft hierover een belangrijk papyrusdocument in zijn bezit. Siclone en Kuifje hebben een korte ruzie met de eigenaar van het schip, Roberto Rastapopoulos.
Een onbekende wil niet dat Kuifje en Siclone de graftombe ontdekken. Hij schrijft een anoniem briefje waarin staat dat de twee moeten verdwijnen, en ondertekent met wat later het teken van Kih-Oshk zal blijken te zijn. Even later wordt Kuifje op de hielen gezeten door de twee detectives Jansen en Janssen, die hem oppakken en vastzetten voor vermeende heroïnesmokkel. Kuifje ontsnapt en komt alsnog aan in Port Said, waar hij ook Siclone weer ontmoet. Samen trekken ze de woestijn in.
Siclone ontdekt de tombe in gezelschap van Kuifje en Bobbie. Enkele ogenblikken later blijkt Siclone verdwenen te zijn. De deur van de tombe opent zich vanzelf en Kuifje en Bobbie betreden de tombe, waar ze ontdekken dat alle op mysterieuze wijze verdwenen geleerden die de tombe eerder betraden gemummificeerd zijn. Hijzelf, Siclone en Bobbie blijken de volgende doelwitten te zijn; er staan enkele nog lege sarcofagen met hun namen erop. Even later vindt Kuifje grote kisten met sigaren met het teken van Kih-Oshk. Kort daarna verliezen Kuifje en Bobbie het bewustzijn door binnenkomende rook.
Kuifje, Siclone en Bobbie worden door hun ontvoerders in drie afzonderlijke sarcofagen ondergebracht op het schip van de Britse drugssmokkelaar Allan Thompson. Wanneer Thompson ontdekt wordt door de kustwacht, gooit hij de sarcofagen overboord in de veronderstelling dat er opium in zit. Het drietal komt in een zware storm terecht. Kuifje en Bobbie raken de professor kwijt, waarna ze door een ander schip worden gered van de verdrinkingsdood. Aan boord van dat schip is ook de koopman Oliveira da Figueira, door wie Kuifje zich van alles laat aansmeren. Even later worden Kuifje en Bobbie aan land gezet.
Kuifje verblijft tijdens zijn omzwerving door de woestijn korte tijd bij de sjeik Patrash Pasha. Hij verstoort even later per ongeluk de opnames voor een filmscène. De filmproducent blijkt Rastapopoulos te zijn. De twee herkennen elkaar en besluiten elkaar hun verontschuldigingen aan te bieden. Als Kuifje terugkeert naar de boot waarop hij gered werd, ontdekt hij dat deze boot gebruikt wordt voor wapensmokkel. De bemanning neemt hem en Bobbie nu gevangen. Ondertussen wordt ook deze boot gezien door de kustwacht en er ontspint zich een vuurgevecht. De detectives Jansen en Janssen komen aan boord en houden Kuifje voor de tweede keer aan. Kuifje ontsnapt, wordt opnieuw opgepakt en weet weer te vluchten. Hij besluit op zoek te gaan naar de verdwenen professor. Van Rastapopoulos krijgt hij spullen mee voor een veilige tocht. Tijdens het voortzetten van zijn tocht wordt Kuifje beschoten, waarbij zijn veldfles wordt geraakt. Ook komt hij Jansen en Janssen weer tegen, maar opnieuw weet hij hen achter zich te houden.
Uiteindelijk komt Kuifje na allerlei omzwervingen, waarbij hij en Bobbie bijna van de dorst omkomen, aan bij een stad waar net een burgeroorlog is uitgebroken. Kuifje wordt opgeroepen om hier in het leger te dienen. Wanneer hij in de la van een officier een doos sigaren vindt, blijken dit dezelfde te zijn als die in de graftombe. Dan wordt Kuifje betrapt en wegens spionage ter dood veroordeeld. Hij weet te ontsnappen uit zijn cel, maar wordt opnieuw opgepakt. Jansen en Janssen helpen Kuifjes executie voorkomen, om hem daarna te kunnen arresteren.
Kuifje vlucht door een vliegtuig van de Arabieren te stelen. Hij vliegt naar Brits-Indië, waar hij een noodlanding moet maken. In het oerwoud ontmoet hij professor Siclone weer, die krankzinnig blijkt te zijn geworden. Kuifje brengt Siclone naar een hulppost, vanwaar de professor naar een inrichting gebracht zal worden. Tijdens Kuifjes verblijf in de hulppost probeert Siclone Kuifje te vermoorden. Kuifje komt erachter dat de professor handelde in opdracht van een fakir, die Kuifje wil laten doden door "de man die schrijft". Aangezien er een schrijver aanwezig is in de hulppost, besluit Kuifje deze man te ondervragen. Onder dwang vertelt de schrijver dat er een bende van drugssmokkelaars actief is. Voordat de schrijver Kuifje kan vertellen wie de grote baas is, wordt hij getroffen door eenzelfde gifpijltje waar Siclone ook het slachtoffer van is geworden.
Als Kuifje de volgende dag de professor en de schrijver naar de inrichting brengt, blijkt hij zonder het te weten een brief bij zich te hebben waarin staat dat hijzelf degene is die gek is. Dit is uiteraard het werk van de bende geweest. Kuifje wordt opgesloten en krijgt een dwangbuis om. Kuifje ontsnapt en vlucht in een voorbijrijdende trein, maar moet Bobbie achterlaten. Bobbie bijt een heilige koe en wordt voor straf ter dood veroordeeld, maar gered door Jansen en Janssen, die hopen via Bobbie Kuifje terug te vinden. Kuifje wordt gearresteerd door de politie en in een ambulance teruggebracht naar de krankzinnigeninrichting. Onderweg weet Kuifje uit de ambulance te ontsnappen. Hij maakt even later kennis met de maharadja van Rawhajpoetalah en diens zoon. De maharadja onthult dat de bende opium smokkelt. Hij is hier fel tegen, waardoor ook hij een doelwit van de bende is geworden.
Diezelfde nacht probeert de fakir de maharadja met een gifpijl te raken, maar Kuifje voorkomt dat door een pop in diens bed te leggen die de pijl opvangt. Via een geheime gang in een uitgeholde boom ontdekt Kuifje de schuilplaats van de bende. Hij vermomt zich als een van de bendeleden en weet door tijdens een vergadering te infiltreren alle andere bendeleden een voor een te overrompelen. Het blijkt om de bende van Kih-Oshk te gaan, die het graf van de gelijknamige farao als opslagplaats gebruikt. Tot de andere bendeleden behoren het echtpaar Snowball bij wie Kuifje op bezoek is geweest, de raadsheer van de maharadja en de kolonel door wie Kuifje ter dood werd veroordeeld.
Dan betreden ook de maharadjah en Jansen en Janssen de geheime ruimte. De detectives zijn niet langer uit op Kuifjes arrestatie. De Egyptische politie heeft hen verteld dat hij aan de goede kant staat. Alleen de fakir ontkomt en niet lang daarna ontvoert hij samen met de geheimzinnige bendeleider de zoon van de maharadja. Kuifje raakt hen op het spoor en achtervolgt hen. Kuifje weet de fakir te overmeesteren, en de geheimzinnige baas stort in een ravijn. Zijn lichaam wordt niet gevonden, maar iedereen neemt aan dat hij dood is.
Nu de bende dankzij Kuifje is opgerold, mag Kuifje nog enige tijd in het paleis van de maharadja verblijven als dank. Kuifje komt de man-die-schrijft en Siclone weer tegen. De man-die-schrijft probeert te verhinderen dat Kuifje de sigaren nader onderzoekt. Kuifje ontdekt dan dat in de sigaren met het merk van de farao opium verborgen zit.

## Achtergronden
De sigaren van de farao speelt zich vooral af in het indertijd Britse mandaatgebied Egypte en Brits-Indië, waar Kuifje betrokken raakt bij een mysterieuze zaak met sigaren van het merk Flor Fina, waarin opium zit. Opiumhandel is een vaker terugkerend thema in de Kuifjestrips. De Britten hebben een nogal negatieve plaats in het verhaal: zij zijn betrokken bij de smokkel.
De tweede gemummificeerde egyptoloog van rechts op de omslag van de kleurenversie heet E.P. Jacobini, een verwijzing naar Edgar P. Jacobs, de auteur van Blake en Mortimer en een goede vriend van Hergé. Jacobs hielp Hergé met het tekenen van achtergronden en de inkleuring van een tiental Kuifjeverhalen, waaronder dit verhaal. Een van de anderen heet Lord Carnaval, waarmee verwezen wordt naar Lord Carnarvon, de financier van de opgravingen die in 1922 leidden tot de vondst van het graf van Toetanchamon. De mummies refereren aan de vermeende vloek van de farao. Dat doet ook het deel in het verhaal, waarbij Kuifje en Bobbie in de Egyptische tempel hallucineren dat ze ontvoerd worden door Egyptenaren uit de oudheid.
In het oorspronkelijke album duurde Kuifjes ontdekking van de bende van Kih-Oskh langer en kwam hij tijdens zijn tocht door de onderaardse gangen ook cobra's en krokodillen tegen. Uiteindelijk werden die beelden te angstaanjagend geacht voor kinderen en in latere versies geschrapt.
In de zwart-witversie stort Kuifje boven India neer in een Farman F-231. In de kleurenversie is dat in een De Havilland DH 80 Puss Moth. Dit vliegtuig wordt in de kleurenversie beschoten vanuit een Hawker Hart.

## Publicaties
De ballonstrip werd voor het eerst gepubliceerd in de jeugdbijlage Le Petit Vingtième van de Waalse krant Le Vingtième Siècle. Het verscheen wekelijks, verdeeld over twee bladzijden met elk drie stroken, van 8 december 1932 tot en met 8 februari 1934. De titel was Les aventures de Tintin, reporter, en Orient.
De zwart-witversie werd in oktober 1934 in het Frans gepubliceerd. In de kleurenversie werd een aantal zaken aan het verhaal veranderd, onder andere:
- De schipper Thompson, die eigenlijk pas jaren later in De krab met de gulden scharen debuteerde, werd toegevoegd als de smokkelaar die ook de sarcofagen in zee dumpt. Dit werd gedaan om zijn band met Rastapopoulos te verduidelijken, die later aan bod komt in Cokes in voorraad en Vlucht 714 naar Sydney.
- In de oorspronkelijke versie toont sjeik Patrash Pasha Kuifje trots een exemplaar van het album Kuifje in Amerika. In de kleurenversie uit 1955 is dit vervangen door een ander album uit de serie, de kleurenversie van Kuifje in Afrika, dat bij een latere druk vervangen werd door Raket naar de maan, dat uit 1953 dateert en dus ruim ná De sigaren van de farao uitkwam. Hergé deed dit op verzoek van zijn uitgever om reclame te maken voor de Britse markt, waar Raket naar de maan net verschenen was.

Het is het eerste Kuifje-album met een harde kaft dat werd uitgegeven onder auspiciën van uitgeverij Casterman. Met Charles Lesne van dit Belgische bedrijf was Hergé overeengekomen dat hij voor elk verkocht exemplaar drie Belgische frank kreeg. Vanaf 10.000 verkochte exemplaren ontving hij twee frank per album.

## Onduidelijkheden
Pierre Assouline, een van de biografen van Hergé, heeft opgemerkt dat de verhaallijn hier en daar geen logica bevat:
- In de hertekende kleurenversie ontsnapt Kuifje uit een krankzinnigengesticht, door vanuit een boom op een op de grond slapende man te springen en zijn dikke buik als springplank te gebruiken om over een hoge muur te geraken. Zijn hond Bobbie blijft achter, maar bevindt zich twee plaatjes verder weer bij Kuifje. Dit werd in de herdruk[(sinds) wanneer?] rechtgezet doordat Kuifje, net zoals in de originele zwart-witversie reeds het geval was, Bobbie de opdracht geeft om door het hek naar buiten te lopen.
- Kuifje stijgt met een gestolen vliegtuig op uit Saoedi-Arabië en moet, zo lijkt het, vrij snel een noodlanding maken, maar bevindt zich dan ineens boven Brits-Indië. Nadat hij met het vliegtuig verongelukt, heeft hij geen schrammetje opgelopen.
- Kuifje wordt dwars door het dak van een ambulance gelanceerd en komt op de grond terecht, om vervolgens ongeschonden zijn weg te vervolgen.
- Kuifje wordt geëxecuteerd door een vuurpeloton, maar de kogels zijn losse flodders. Desondanks wordt een en ander niet opgemerkt.
- Als Kuifje door de tombe loopt, ziet hij de paraplu en jas van Siclone aan beelden opgehangen, terwijl diens hoed nog buiten ligt. Als Siclone in een sarcofaag op zee drijft (in het originele zwart-witverhaal werd de professor echter helemaal niet net als Kuifje in een sarcofaag in zee geworpen), blijkt hij al deze spullen op onverklaarbare wijze weer terug te hebben.

Jaren later zei Hergé hierover in een interview: "... ik liet mij verleiden tot gepuzzel, dat ik bijna nooit kon oplossen."